# باشگاه فوتبال رئال مادرید در فصل ۰۳–۱۹۰۲

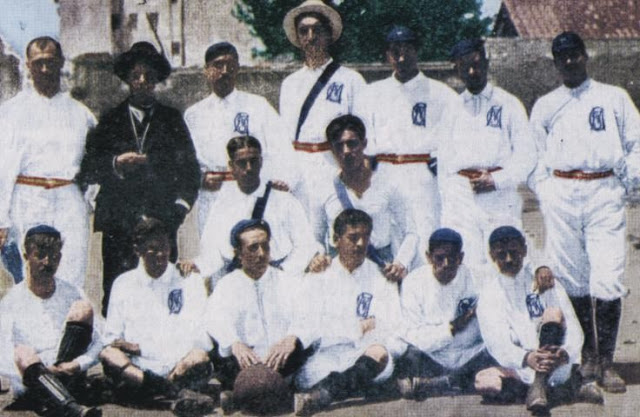
The Real Madrid Football team of 1902

فصل ۰۳–۱۹۰۲ اولین فصل مادرید اف سی (نام قدیمی رئال مادرید) بعد از تاسیسش بود. باشگاه در این فصل چند بازی دوستانه با تیم‌های محلی انجام داد. آنها همچنین در اولین دوره از رقابت‌های جام تورنمنت در اسپانیا شرکت کردند.

## رویدادها
- ۶ مارس: بعد از اینکه خوان پادرس به عنوان ریاست باشگاه انتخاب شد، باشگاه فوتبال مادرید به صورت رسمی تأسیس شد.
- ۲۳ مه: آلفونسو آلبنیز اولین بازیکنی لقب گرفت که برای پیوستن به مادرید بارسلونا را ترک کرد.
- ۱۱ اوت: رئال مادرید با بردن دو بشقاب سرامیکی اولین جام‌های تاریخش را کسب کرد.